# El Arbi Hillel Soudani
El Arbi Hillel Soudani (arab. العربي هلال سوداني, Al-ʿArabī Hilāl Sūdānī; ur. 25 listopada 1987 w Szalifie) – algierski piłkarz grający na pozycji napastnika w greckim klubie Olympiakos SFP. W reprezentacji Algierii zadebiutował w 2011 roku.

## Sukcesy

### Klubowe

#### ASO Chlef
- Mistrzostwo Algierii (1): 2010/2011

#### Vitória SC
- Zdobywca Pucharu Portugalii (1): 2012/2013
- Finalista Superpucharu Portugalii (1): 2011

#### Dinamo Zagrzeb
- Mistrzostwo Chorwacji (4): 2013/2014, 2014/2015, 2015/2016, 2017/2018
- Wicemistrzostwo Chorwacji (1): 2016/2017
- Zdobywca Pucharu Chorwacji (4): 2014/2015, 2015/2016, 2016/2017, 2017/2018
- Finalista Pucharu Chorwacji (1): 2013/2014
- Zdobywca Superpucharu Chorwacji (1): 2013
- Finalista Superpucharu Chorwacji (1): 2014

### Indywidualne
- Król strzelców Ligue Professionnelle 1: 2010/2011 (18 goli)
- Król strzelców Mistrzostw Narodów Afryki: 2011 (3 gole)
- Król strzelców kwalifikacji do Pucharu Narodów Afryki: 2017 (7 goli)
- Król strzelców 1. HNL: 2017/2018 (17 goli)
- Młody gracz roku DZFoot: 2008[1]
- DZFoot d'Or: 2013[2]
- Najlepszy piłkarz Ligue Professionnelle 1: 2010/2011[3]
- Drużyna roku 1. HNL: 2013/2014, 2016/2017[4], 2017/2018[5]
- Zawodnik roku 1. HNL: 2017/2018[5]